# 三重人面蟹
三重人面蟹（学名：Homola mieensis），又名密氏人面蟹，为人面蟹科人面蟹屬下的一个种。